# Sastracella cinnamomea
Sastracella cinnamomea es una especie de insecto coleóptero de la familia Chrysomelidae.
Fue descrita científicamente en 1995 por Yang in Yang.